# Ліквідація генерала Сверчевського/Temp

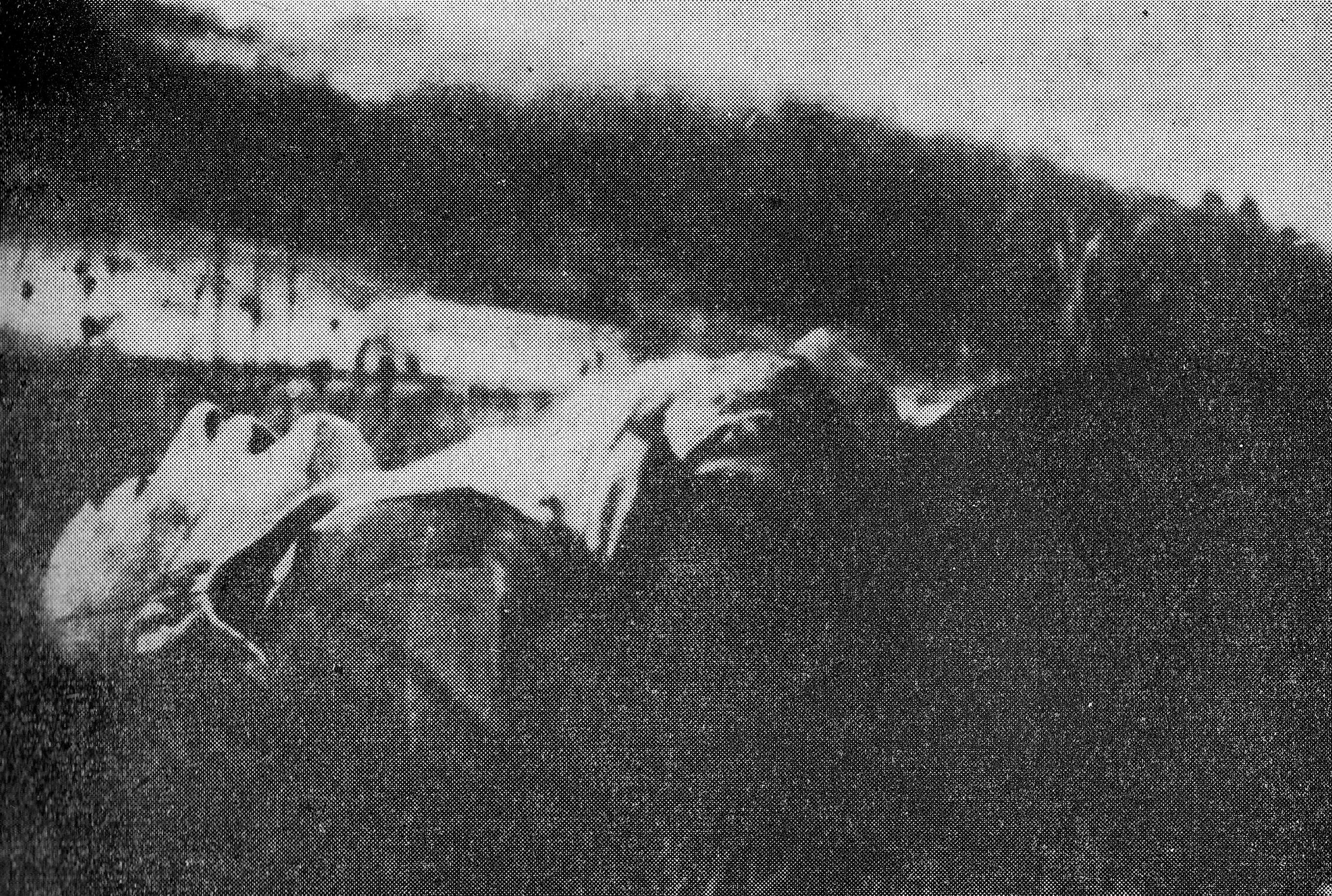
Тіло Кароля Сверчевського

Ліквідація польського діяча та генерала — засідка та замах на польського генерала Кароля Сверчевського що відбулася 28 березня 1947 року поблизу Балигороду. Організатором засідки був Степан Стебельський, в цій засідці був убитий сам Сверчевський, а також підпоручник Юзеф Крисіньський й бомбардир Стефан Стрельчик, хорунжий Зигмунт Блюмський — поранений в обидві ноги; підполковник Ян Гергард — легко поранений в ногу.

## Наслідки
Реакція уряду Польщі була негайна, бо вже 2 квітня 1947 року вийшов таємний наказ Генерального штабу ВП за підписами міністра народної оборони і міністра публічної безпеки, який починався: «По трагічнім випадку замордовання українськими фашистами св. п. генерала Свєрчевського», а далі про засідку сотні «Біра».
Уряд представляв ці дві події як доказ зухвалої активності «банд УПА», з якими треба обов'язково покінчити і довести до «остаточного знищення українського бандитизму».
Наказ доручав виготовити відповідний план оперативної акції не пізніше 10 квітня 1947 року. Так звана акція «Вісла» розпочалася 28 квітня 1947 року